# Turó de Can Nadal
El Turó de Can Nadal és una muntanya de 364 metres que es troba al municipi de Vilanova del Vallès, a la comarca del Vallès Oriental. Al vessant sud del turó de s'hi localitzen un conjunt de les coves de Can Nadal, un conjunt de cavitats megalítiques de granit, buidades de manera artificial.